# Jessie Evans
Jessie Evans est une chanteuse et saxophoniste américaine venue du punk. Elle joue désormais une musique aux confins de plusieurs genres : de l'afro-beat avec un soupçon de pop et d'électronique. 

## Biographie
Fan du groupe ska anglais The Selecter et The Specials, elle apprend seule le saxophone et rejoint, à San Francisco, le groupe féminin Subtonix, puis The Vanishing. Elle s'essaie ensuite au chant et monte le duo synthétique Autonervous avec Bettina Köster du groupe allemand Malaria.
Pour son premier album solo Is it Fire ? qui a été salué en France par Télérama, elle a collaboré avec le batteur Budgie des groupes Siouxsie and the Banshees et The Creatures. En tournée, elle chante avec l'ancien batteur d'Iggy Pop, Toby Dammit.

## Discographie solo
- Is it fire ? (publié en novembre 2009 sur le label "Fantomette Records")
- Glittermine (novembre 2013 Nuun Records/La Baleine)